# Penobscot

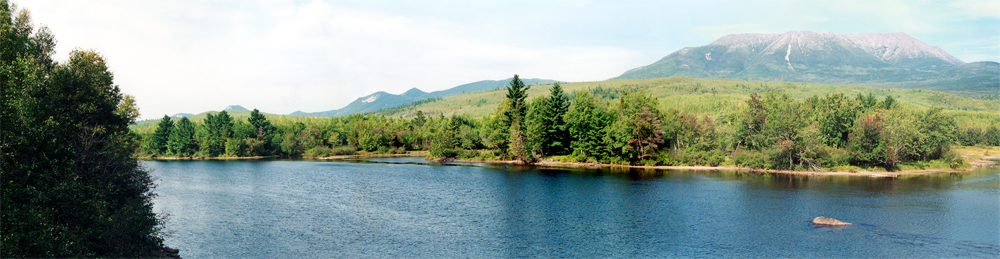
Látkép, a Penobscot Millinocket magasságában

A Penobscot egy észak-amerikai folyó, amely az Appalache-hegységben ered, hogy végül az azonos nevű öbölben az Atlanti-óceánba ömöljék. 563 km hosszú, vízgyűjtője mintegy 22 300 km². Ezzel az állam második leghosszabb folyója, egyben a leghosszabb azok közül, amelyek nem lépik át annak határait. (Mindent egybevetve a leghosszabb maine-i folyó a Saint John, amely New Brunswick kanadai tartományt is érinti.)
Jellemző folyásiránya keleti. Mellékvizeinek zöme tavakból táplálkozik, s Maine szívében ered. A főmeder felett négy nagyobb ágát tartják számon. Nyugati és keleti ága (angolul West Branch, illetve East Branch) Medway városánál találkozik, s ezek egyesült vize itt délnek fordul. Bangor alatt hajózható. A folyó egy szigetén található a penobscot indián törzs rezervátuma.

## Történelmi és gazdasági vonatkozások

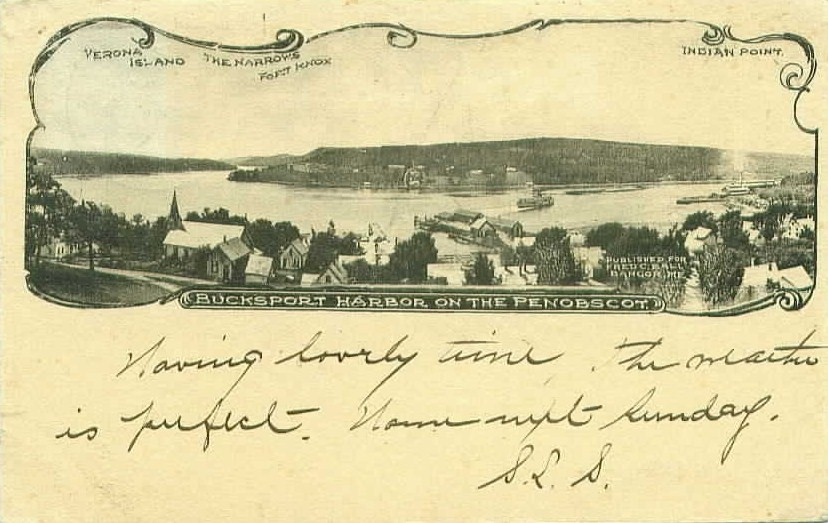
Bucksporti tájkép egy korabeli képeslapon, 1905-ből

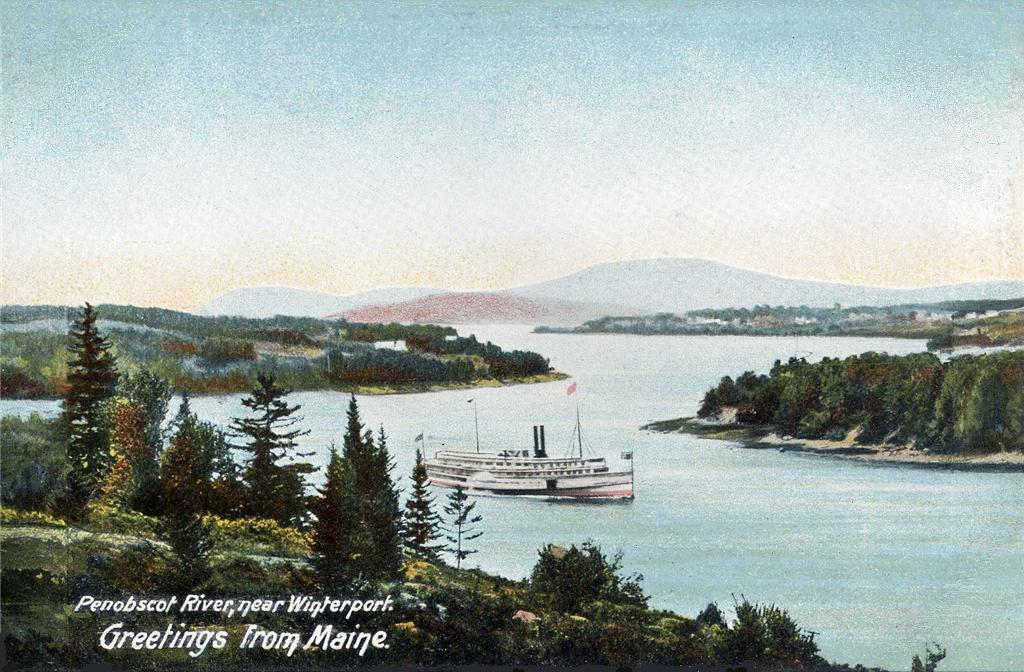
Winterporti tájkép egy korabeli képeslapon, 1906-ból

A folyót a portugál Estaban Gomez fedezte fel 1524-ben, akit 1605-ben a franciák követtek Samuel de Champlain személyében. Néhány évre rá – szintén francia – jezsuita szerzetesek érkeztek a vidékre, s az őslakosokat katolikus hitre térítették. Az első francia falut 1613-ban alapították a folyó torkolatánál Pentagouet néven (ma Castine). A folyón ettől jóval feljebb, a már nem hajózható részen, az egykori missziós épület körül hozták létre első állandó településüket az indiánok (ma Indian Old Town). A 16. században és a 17. első felében nagy eséllyel ezek voltak az egyedüli állandó települések a környéken; a folyó- és az öböl mentén – mint a penobscotok vadászterületén – ugyanakkor több, időszakosan lakott, indián falu is állt.
Az őslakosokra nézve nagy csapást jelentett a mohikánok 1669-es dúlása. A környékre Massachusetts angol telepesei is indítottak portyákat, de ezek eleinte túl gyengének bizonyultak, hogy a francia hatalmat megingassák. Az amerikai tagállam végül 1752-ben hivatalosan is bejelentette igényét a Penobscot folyó medencéjére, s 1759-ben Thomas Pownall a torkolatnál megalapította Fort Pownall erődjét (ma Stockton Springs). Ezzel a terület jobbára angol fennhatóság alá került és Új-Anglia részévé lett.
A folyómente első angol telepese Joshua Treat (1726-1802), fegyverkovács és tolmács Fort Pownallban. Legidősebb fia, ifjabb Joshua Treat faházat és fűrészmalmot épített a Marsh Bay partján (ma Frankfort). Ahogy a Joshua család és a többi, Massachusetts és New Hampshire államból való telepes egyre feljebb foglalt földeket a folyó mentén, úgy szorultak vissza egyre kisebb területre a penobscotok, míg azoknak végül csak Indian Old Town (ma indián rezervátum) maradt.
A folyó és az öböl környéke a függetlenségi háború és az 1812-es brit–amerikai háború alatt is hadszíntérré változott. Az ütközeteket mindkét háborúban az angol flotta nyerte, s a britek 1814-ben még Bangort is kifosztották. Az amerikaiak ezen kudarcok után 1844-ben egy nagy kőerődöt (ma Fort Knox) kezdtek el építeni nem sokkal a torkolat felett, Bucksport túlpartján: egyrészt, hogy megerősítsék a környék védelmét, másrészt hogy a britekkel való határvitában (Kanada akkor még brit terület volt) a területet maguknak biztosítsák. Mindazonáltal az erőd egyetlen ágyúját sem sütötték el harcban.

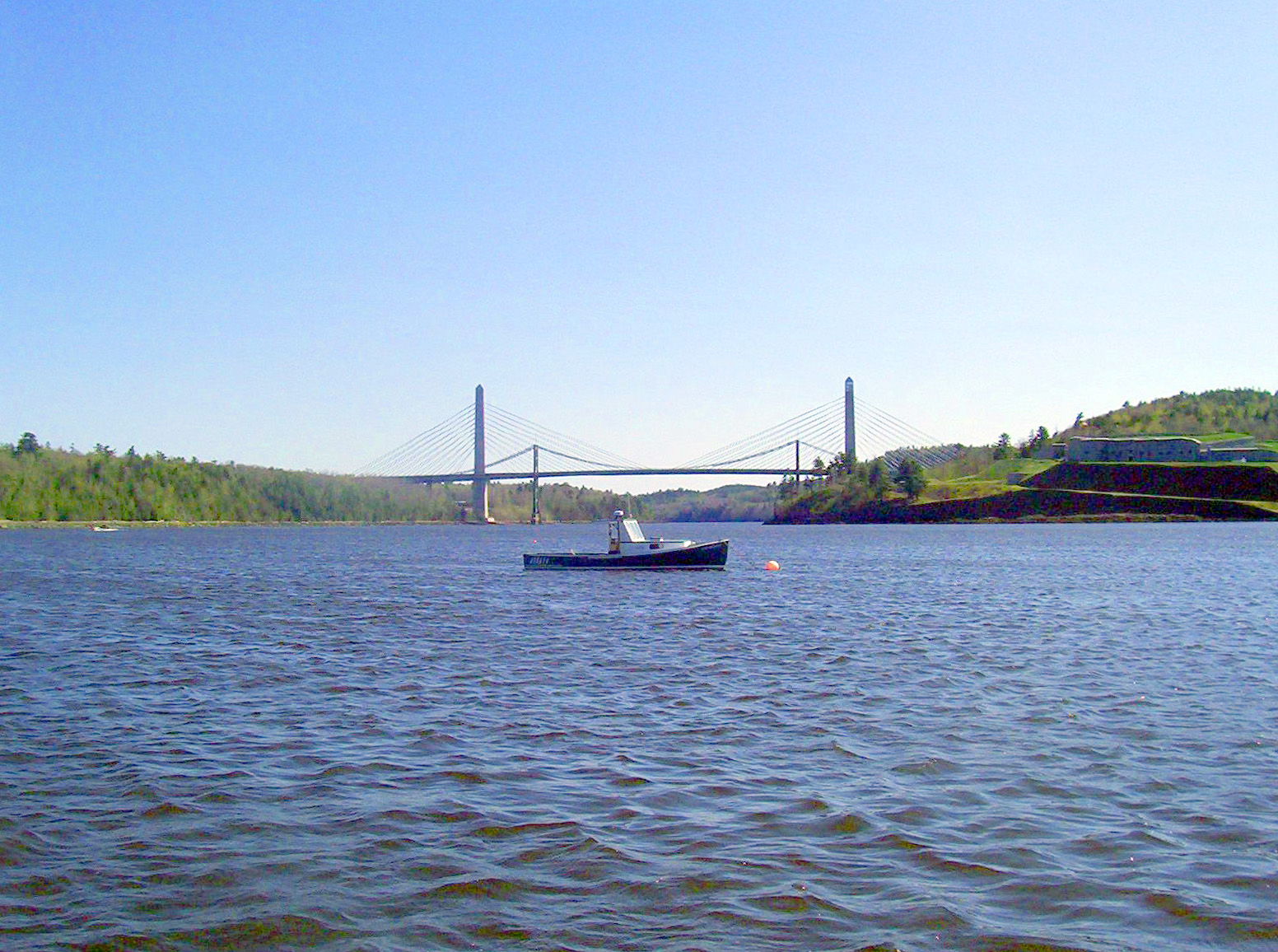
A Penobscot-szoros és Fort Knox látványa a folyóról (2007)

A 19. században jelentős faúsztató útvonal volt a magasabban fekvő erdők, illetve az Old Town és Orono környéki fűrészüzemek közt. A félkész faárut Bangorból szállították tovább hajóval, dagálycsúcs idején. (A dagályhullám Bangornál átlagosan 4 méter.) A folyón fejtett jeget a század végétől szállították városi piacra is.
A 20. század elejétől a környék faanyagát mindinkább a papír- és cellulózipar kezdte felhasználni. Ezek gyárai északról Millinocket és East Millinocket, délről a South Brewer és Bucksport városok határolta szakaszon telepedtek meg. Az olcsó vízenergia a könnyűipar más ágait, elsősorban textil- és cipőipari cégeket is a környékre vonzott.
A 21. század elejére az erdők erősen megfogyatkoztak, így a helyi papírgyártás gyors hanyatlásnak indult. Ezzel előtérbe került az eddig is jelentős turizmus, különösen pedig a vadászat és a horgászat, illetve a sporthajózás.

## Horgászat
A folyón nagy hagyománya van a horgászatnak, különösen pedig a legyezésnek. A Nyugati-ág híres lazacozó víz, míg a Keleti-ág fekete sügérjeiről nevezetes. 2008-ban a főmederre is engedélyezték a lazacozást, feltéve, hogy a kifogott példányokat a horgászok visszaengedik a folyóba.

## Szépirodalmi hivatkozásai
Derry fiktív városa Stephen King regényvilágában a Penobscot partján fekszik. A folyó ugyancsak feltűnik Vadászat a Vörös Októberre című Tom Clancy-regény filmfeldolgozásában is.

## Vízmércéi
| Helye                                                                                  | Hely-leírás                                           | A vízgyűjtő mérete (km²) | Vízhozam/másodperc (köbméter) | Vízhozam/másodperc (köbméter) |
| -------------------------------------------------------------------------------------- | ----------------------------------------------------- | ------------------------ | ----------------------------- | ----------------------------- |
| Helye                                                                                  | Hely-leírás                                           | A vízgyűjtő mérete (km²) | Minimum                       | Maximum                       |
| Grindstone (Keleti-ág) (é. sz. 45° 43′ 49″, ny. h. 68° 35′ 22″45.730278°N 68.589444°W) | hozzávetőleg 15 km-re délre Stacyville-től            | 2810                     | 2                             | 1047                          |
| West Enfield (é. sz. 45° 14′ 12″, ny. h. 68° 38′ 57″45.236667°N 68.649167°W)           | -                                                     | 17280                    | 46                            | 4333                          |
| Eddington (é. sz. 45° 14′ 12″, ny. h. 68° 38′ 57″45.236667°N 68.649167°W)              | A Veazie-gáttól folyásirányban fél kilométerre lefelé | 20110                    | csak vízállást mér            | csak vízállást mér            |

## Fordítás
- Ez a szócikk részben vagy egészben a Penobscot River című angol Wikipédia-szócikk ezen változatának fordításán alapul.  Az eredeti cikk szerkesztőit annak laptörténete sorolja fel. Ez a jelzés csupán a megfogalmazás eredetét és a szerzői jogokat jelzi, nem szolgál a cikkben szereplő információk forrásmegjelöléseként.